# Ramón Nocedal
Ramón Nocedal y Romea (Madrid, 31 de diciembre de 1842 - Madrid, 1 de abril de 1907) fue un escritor, jurista, periodista y político español de ideología católica y tradicionalista, conocido por haber sido fundador del Partido Integrista (una escisión del carlismo) y director del diario El Siglo Futuro.

## Biografía

### Primeros años y formación
Era hijo del ministro de Isabel II y posterior dirigente carlista Cándido Nocedal y de la actriz Manuela Romea, hermana de Julián Romea.
Estudió en el instituto Noviciado de Madrid, para pasar después a la Universidad Central, donde obtuvo la licenciatura en Derecho y la licenciatura en Derecho canónico, siendo, por tanto, licenciado in utroque iure. Ya en su etapa de estudiante destacó por su intransigencia católica.

### Vida política y periodística
Según El Noticiero Universal, fue Ramón Nocedal quien provocó el motín del 10 de abril de 1865, conocido como Noche de San Daniel, al haber elevado una petición, acompañada por un centenar de firmas de otros estudiantes, en la que pedían la destitución de varios catedráticos —entre ellos Emilio Castelar— que, según los firmantes, enseñaban innumerables herejías.
Muy pronto ayudó a su padre en las tareas políticas y periodísticas. En la Juventud Católica se dio a conocer como orador, y mostró afición a la literatura teatral, dando a la escena las obras El juez de su causa (1868) y La Carmañola (1869), estrenadas en Madrid, que ocasionaron grandes polémicas y fueron combatidas debido a la tesis y sentido político que encerraban, si bien el padre Blanco hizo de ellas gran elogio en su obra La literatura española en el siglo XIX. La representación de La Carmañola, en concreto, estuvo a punto de convertirse en una sangrienta catástrofe.
Poco antes de la revolución de 1868 había participado en el periódico La Constancia, fundado por su padre. Adherido al carlismo al igual que su padre durante el Sexenio Revolucionario, en 1871 fue elegido diputado por Valderrobles (Teruel) y formó parte de la minoría carlista en las Cortes.
En el Congreso pronunció varios discursos contra la Internacional, en defensa de Pío IX y contra Amadeo de Saboya. Con su segundo discurso ocasionó el Motín de los faroles que alarmó a Madrid en uno de los aniversarios del pontificado de Pío IX, y con su tercer discurso a punto estuvo de ser expulsado del Congreso, lo cual no sucedió finalmente porque sesenta de sus compañeros amenazaron con que repetirían las mismas palabras y se harían arrojar por la fuerza.
En 1875, tras la restauración de Alfonso XII, fundó con su padre El Siglo Futuro, diario que dirigiría hasta su muerte.
Tras la muerte en 1885 de su padre Cándido Nocedal, quien había sido delegado de Don Carlos, se fue distanciando del pretendiente, debido a su extrema intransigencia y a las perpetuas polémicas que protagonizaba entre los distintos periódicos carlistas. Tras ser expulsado del carlismo en 1888, creó el Partido Integrista o Partido Católico Nacional, que en un principio obtuvo el apoyo de una gran parte de las masas carlistas.

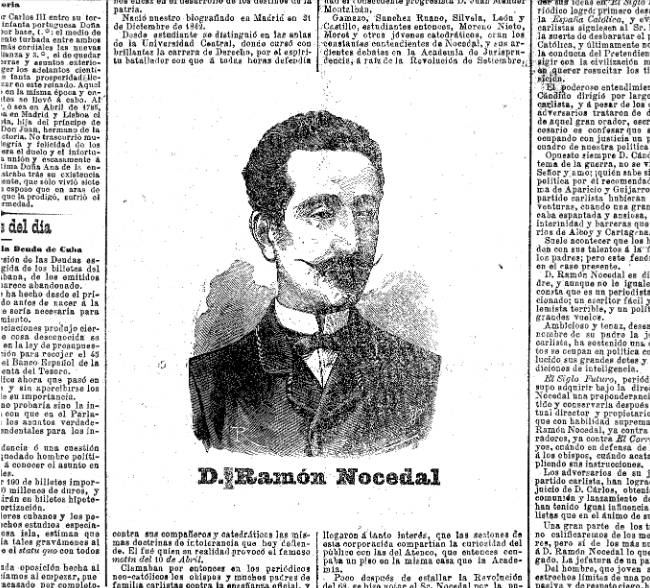
Ramón Nocedal retratado en El Noticiero Universal (2 de noviembre de 1888)

Desde El Siglo Futuro defendió las posiciones católicas más intransigentes; combatió el liberalismo, a los católicos partidarios de una política de entendimiento con el liberalismo conservador —tendencia que el diario calificó de mestiza—, y a los carlistas que no le siguieron en su escisión. El Noticiero Universal dijo a este respecto:

La época más conocida de la vida pública del Sr. Nocedal es la que ha dedicado a defender sus ideas en El Siglo Futuro. En este periódico logró: primero desacreditar y matar a la España Católica, y evitar que las masas carlistas siguiesen al Sr. Pidal; después tuvo la suerte de desbaratar el proyecto de la Unión Católica, y últimamente no ha querido aceptar la conducta del Pretendiente, y antes que transigir con la civilización moderna, se empeña en querer resucitar los tiempos de la Inquisición.

Durante el régimen de la Restauración sería nuevamente diputado en varias legislaturas por Azpeitia, Guipúzcoa (1891-1895) y Pamplona (1901-1907). Basó su actuación política en la defensa del catolicismo, por lo que González de Amezua lo calificó de «Procurador en Cortes por la Iglesia» y Jaime de Carlos lo definió como un «incansable defensor de los vejados derechos de la Iglesia». La primacía que dio a lo religioso respecto a todo lo demás lo llevaría a defender una suerte de accidentalismo en las formas de gobierno, llegando a afirmar:

Yo creo que las formas de gobierno no consisten solamente en que gobierne uno o gobiernen muchos; yo creo que lo principal de las formas de gobierno está en los organismos con que los pueblos funcionan; y sustento que en la gobernación de la sociedad dos cosas han de respetar más que nada los legisladores: primero, la ley de Dios, y después, los derechos del pueblo.

En 1906, ante el proyecto de Ley de Asociaciones anticlerical del gobierno de José López Domínguez, Ramón Nocedal se abrazó con Juan Vázquez de Mella en Tafalla, de regreso de una manifestación, lo que selló la reconciliación entre carlistas e integristas, si bien ambos partidos tardarían aun más de dos décadas en reunificarse. 
Ese mismo año el papa Pío X había escrito la carta «Inter Catholicos Hispaniae» expresando sus deseos de que terminaran las discusiones entre católicos en España, que entendía perjudiciales al interés de la Iglesia, y encarecía la concordia de los católicos, lo que obligaba a los integristas a apoyar de forma permanente al Partido Liberal-Conservador. Esto sumiría en una gran depresión a Nocedal, que dijo al sacerdote Celestino Bahillo:

Ahora que todos los partidos políticos liberales se hallan tan desacreditados y podridos, que con el dedo meñique se los podía derribar, me sellan los labios para que no hable, y me atan las manos para que no escriba contra ellos. Y si eso lo hicieran nuestros enemigos de siempre, menos mal; pero es lo peor, que así se portan ahora conmigo los mismos que antes con sus palabras, escritos y ejemplos, me alentaron a lucha perpetua y guerra sin cuartel contra el maldito liberalismo; esto es lo más triste de suyo, y esto es lo que a mí más me apena.

Sus obras periodísticas, oratorias y políticas fueron reunidas en nueve volúmenes de Obras completas, publicadas entre 1907 y 1927 por su sobrino Agustín González de Amezúa.
Se casó con Amalia Mayo el 9 de febrero de 1873. Según el diario republicano El País, el matrimonio, que no tuvo descendencia, tuvo un hijo adoptivo, José María Nocedal y Mayo, que era hijo ilegítimo de Cándido Nocedal.

### Muerte
Fallecido el 1 de abril de 1907, fue enterrado en el cementerio de San Justo.
A su muerte, el principal diario carlista, El Correo Español, afirmó que Nocedal había permanecido siempre «en la casa solariega de la Tradición» y que habían sido otros (Ortí y Lara, Sardá y Salvany y Burgos y Mazo) los iniciadores del cisma integrista, del que luego se habían desvinculado también, pasando al «casuismo cómodo del mal menor». De acuerdo con El Correo Español, de haber vivido Nocedal más tiempo, se habría exteriorizado por completo «la grande y hermosa obra de nuestra entera y total reconciliación». La última voluntad de Nocedal habría sido la reintegración con los carlistas en «la gran Comunión tradicionalista». De hecho, antes de morir Nocedal, en Navarra, las Vascongadas, Cataluña, Valencia y Andalucía, carlistas e integristas trabajaban ya juntos por un mismo fin y una misma causa, abrazándose en las asambleas y manifestaciones contra el anticlericalismo.
Le sucedió a la cabeza del partido integrista Juan de Olazábal Ramery y, en la dirección de El Siglo Futuro, Manuel Senante.